# Pillomena aemula
Pillomena aemula är en snäckart som först beskrevs av Tate 1894.  Pillomena aemula ingår i släktet Pillomena och familjen Charopidae. IUCN kategoriserar arten globalt som nära hotad. Inga underarter finns listade i Catalogue of Life.